# Nana Visitor

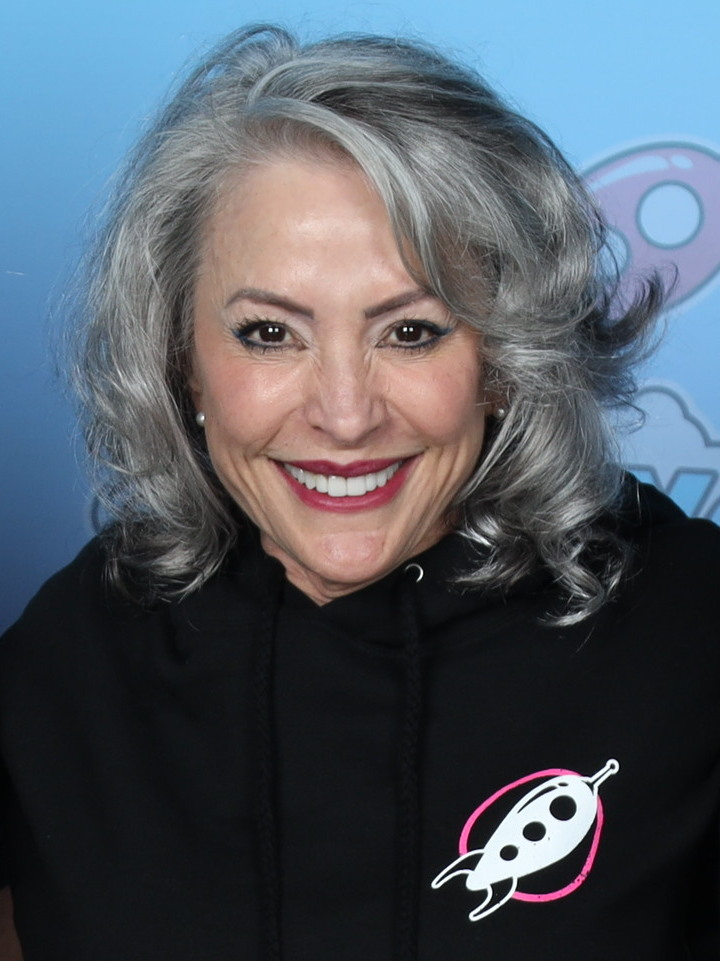
Nana Visitor (2023)

Nana Visitor (* 26. Juli 1957 in New York City als Nana Tucker) ist eine US-amerikanische Schauspielerin, bekannt durch ihre Rolle der Kira Nerys in der Fernsehserie Star Trek: Deep Space Nine.

## Leben und Karriere
Nana Visitor ist die jüngste Tochter der Ballettlehrerin Nenette Charisse und des Choreographen Robert Tucker; die amerikanische Schauspielerin Cyd Charisse war ihre Tante. Visitor hat eine Schwester und zwei Brüder. Mit sieben Jahren fing sie an, im Studio ihrer Mutter Ballett zu lernen. Nach der High School, wo sie ihre ersten Erfahrungen auf der Bühne hatte, sprach sie für eine Rolle in einer Broadway-Show vor.
Sie erhielt den Namen Visitor, als sie ihren älteren Bruder bat, sich einen passenden Nachnamen für ihren Vornamen "Nana" auszudenken. In früheren Interviews führte sie an, Visitor stamme aus der mütterlichen Seite ihrer Familie.
Am Broadway spielte Visitor unter anderem in den Stücken The Gentle People, Gypsy von Angela Lansbury und My One and Only, später in Los Angeles in einer Neuauflage von 42nd Street. Ihr Filmdebüt gab Visitor 1977 in Hexensabbat neben Ava Gardner. Es folgte eine längere Rolle in der Daily-Soap Ryan’s Hope sowie weitere Auftritte in verschiedenen Fernsehserien. In der kurzlebigen Sitcom Working Girl spielte Visitor 1990 als Bryn Newhouse in allen zwölf Folgen neben der damals noch weitgehend unbekannten Sandra Bullock; die Serie basierte auf dem Film Die Waffen der Frauen
1993 erhielt Visitor die Rolle der Kira Nerys in Star Trek: Deep Space Nine. Im Jahr 2001, nach dem Ende der Serie, spielte Visitor in dem mit einem Tony Award ausgezeichneten Broadway-Stück Chicago die Roxie Hart und in sechs Folgen der Fernsehserie Dark Angel die Madame X alias Dr. Elizabeth Renfro. In der Serie Wildfire spielte sie von 2005 bis 2008 als Jean Ritter eine der Hauptfiguren.
Mit ihrem ersten Ehemann Nick Miscusi, mit dem sie von 1989 bis 1994 verheiratet war, hat sie einen Sohn. 1997 heiratete Visitor ihren damaligen Serienkollegen Alexander Siddig (Dr. Julian Bashir, Deep Space Nine), mit dem sie ebenfalls einen gemeinsamen Sohn hat. Im April 2001 ließen sich die beiden scheiden. Am 2. April 2003 heiratete sie den Produktionsassistenten Matthew Rimmer.
Der 2001 entdeckte Asteroid (26733) Nanavisitor wurde von seinem Entdecker William Kwong Yu Yeung, der bereits mehrfach Asteroiden entdeckte, nach ihr benannt.

## Filmografie (Auswahl)
- 1977: Hexensabbat (The Sentinel)
- 1978–1979: Ryan’s Hope (Fernsehserie, 79 Folgen)
- 1985/1987: MacGyver (Fernsehserie, zwei Folgen, verschiedene Rollen)
- 1985: Remington Steele (Fernsehserie, Folge 4x03)
- 1985: Hunter (Fernsehserie, Folge 2x03)
- 1986: Knight Rider (Fernsehserie, Folge 4x18)
- 1986: Ein Engel auf Erden (Highway to Heaven, Fernsehserie, Folge 3x06)
- 1987: The Spirit (Fernsehfilm)
- 1987: Agentin mit Herz (Scarecrow and Mrs. King, Fernsehserie, Folge 4x16)
- 1987: Die Colbys – Das Imperium (The Colbys, Fernsehserie, vier Folgen)
- 1987/1989/1993: Matlock (Fernsehserie, drei Folgen, verschiedene Rollen)
- 1988: Wenn Vater der Direktor ist (A Father’s Homecoming, Fernsehfilm)
- 1989: Doogie Howser, M.D. (Fernsehserie, Folge 1x05)
- 1989: Die besten Jahre (Thirtysomething, Fernsehserie, Folge 2x07)
- 1990: Working Girl (Fernsehserie, zwölf Folgen)
- 1990: Mord ist ihr Hobby (Murder, She Wrote, Fernsehserie, Folge 7x03)
- 1993–1999: Star Trek: Deep Space Nine (Fernsehserie, 174 Folgen)
- 1995: Burkes Gesetz (Burke’s Law, Fernsehserie, Folge 2x14)
- 1998: Outer Limits – Die unbekannte Dimension (The Outer Limits, Fernsehserie, Folge 4x26)
- 2001: Dark Angel (Fernsehserie, sechs Folgen)
- 2003: Frasier (Fernsehserie, Folge 10x14)
- 2004: Immer wieder Jim (According to Jim, Fernsehserie, Folge 3x22)
- 2004: CSI: Den Tätern auf der Spur (CSI: Crime Scene Investigation, Fernsehserie, Folge 5x09)
- 2005–2008: Wildfire (Fernsehserie, 52 Folgen)
- 2008: Battlestar Galactica (Fernsehserie, Folge 4x06)
- 2008: Swing Vote – Die beste Wahl (Swing Vote)
- 2009: Freitag der 13. (Friday the 13th)
- 2011: Torchwood (Fernsehserie, zwei Folgen)
- 2011: Grimm (Fernsehserie, Folge 1x3)
- 2012: Castle (Fernsehserie, Folge 4x13)
- 2015: Ted 2
- 2016: Full Out (Fernsehminiserie)
- 2022: Star Trek: Lower Decks (Fernsehserie, Folge 3x06)

## Theaterstücke
- 1980: The Gentle People (Broadway – Stella Goodman)
- 1981: Gypsy (Broadway – Gypsy Rose Lee)
- 1982–1983: My One and Only (Broadway – Prawn/Twiggy)
- 1984: 42nd Street (Los Angeles – Peggy Sawyer)
- späte 1980er: The Ladies’ Room (Los Angeles – Ex-Playboy-Bunny)
- 1999–2000: Chicago the Musical (Wanderproduktion – Roxie Hart)
- 2000: Golden Boy (Connecticut)
- 2001: Chicago the Musical (Broadway – Roxie Hart)